# Владимировка (Старооскольский городской округ)
Владимировка — село в Старооскольском районе Белгородской области. Расположено в 50 км к юго-востоку от города Старый Оскол, на границе с Воронежской областью. Центр Владимировской сельской территории.

## История
Село основано в 30-х годах XIX века на берегу реки Потудань помещиком князем Владимиром Сергеевичем Меншиковым, владельцем села Знаменского. Князь перевёл в местность, занимаемую нынешней Владимировкой, около 60 дворов своих крепостных крестьян из хутора Николаевка Знаменской волости. Село названо по имени князя – Владимировка.
В 1872 году был построен храм и в 1874 году освящён в честь Казанской иконы Божией Матери. При церкви в отдельном здании помещалась церковно-приходская школа, которая была открыта в 1889 году. А в 1915 году открылась в селе Владимировка земская школа, постройку которой начали в 1912 году.
В 1919 году были созданы Советы крестьянских депутатов. В 1926 году в селе Владимировка было организовано машинное товарищество по совместной обработке земли. Товарищество работало до 1929 года.
23 мая 1928 года постановлением Воронежского губисполкома был организован Шаталовский район. Он в числе 19 районов входил в Воронежскую область. В состав Шаталовского района входило 62 населённых пункта, куда входила и Владимировка.
С осени 1929 года началась коллективизация сельского хозяйства. В селе Владимировка была организована коммуна, которая просуществовала до мая 1930 года. В 1930 году стали создаваться колхозы, но коммуна ещё не распадалась. Колхозы строились при помощи государства силами и средствами крестьян. В 1931 году для оказания помощи колхозам организована Шаталовская МТС.
С июля 1942 года для жителей села Владимировка начались дни оккупации, которые длились 6 месяцев. 17 января 1943 года Красная Армия освободила Владимировку от оккупантов.
В 1950-е годы во Владимировский сельский совет Шаталовского района входили сёла Владимировка и Ново-Александровка, 1-2 Верхне-Боровая Потудань и два хутора – Высокий и Харкеевка. В селе Владимировка при слиянии двух колхозов был образован колхоз им. Жданова. В 1951 году в него влился колхоз им. Фрунзе. В 1952 году колхоз «6-й съезд Советов» (село Новоалександровка) и колхоз имени Жданова (село Владимировка) объединились в новый колхоз им. Жданова.
В 1962 году в состав Старооскольского района Белгородской области вошли сёла Владимировка, Ново-Александровка, Боровая (1-2 Верхне-Боровая Потудань), хутор Высокий.
К 1968 году село было полностью электрифицировано.
На 17 января 1979 года в селе Владимировка было 876 жителей.
В апреле 1986 года произошла авария на Чернобыльской АЭС. Село Владимировка отнесено к 4-й зоне с льготным социально-экономическим статусом.
В мае 1986 года в центре села на средства колхоза возведён памятник погибшим воинам-односельчанам. 26 ноября этого же года введён в строй животноводческий комплекс по выращиванию крупного рогатого скота на 10300 голов. Комплекс обслуживало около 200 человек. В этот же период ввели в эксплуатацию оросительную систему и пруд в селе.
В июле 1990 года в колхозе открыт Дом ветеранов. Также в 1990 году Владимировка была газифицирована.
В 2015 году было выбрано место и утвержден проект будущего храма в честь Казанской иконы Божией Матери. Он будет построен в центре села, практически на том самом месте, где стоял прежний, разрушенный в 60-х годах XX века, вблизи памятника героям Великой Отечественной войны.

## Население
| 1859 | 1897 | 2002 | 2010 |
| ---- | ---- | ---- | ---- |
| 720  | ↗897 | ↘833 | ↘712 |

## Известные уроженцы
- Репкин, Аким Васильевич (20 сентября 1914 — 11 мая 1989) — младший сержант Рабоче-крестьянской Красной Армии, участник Великой Отечественной войны, Герой Советского Союза (1945).